# Return to Forever (Chick-Corea-Album)
Return to Forever ist ein Jazz-Album von Chick Corea und Return to Forever aus dem Jahr 1972; es handelt sich um das Debüt-Album der Gruppe.

## Hintergrund
Im Unterschied zu späteren Alben wurde es vom ECM-Label veröffentlicht und von Manfred Eicher produziert. In den USA wurde das am 2. und 3. Februar 1972 in New York aufgenommene Album erst 1975 veröffentlicht. Die Aufnahme gilt als ein Klassiker des Fusion-Jazz.
Das Album wurde von Chick Corea komponiert und zunächst unter seinem Namen vermarktet, obwohl der Titel des Albums der Name der Band ist. Zu diesem Zeitpunkt unterschied sich Coreas Annäherung an den Fusionjazz von den Arbeiten anderer früher Fusionmusiker. Abenteuerliche Soli seines Electric-Piano wurden mit den südamerikanischen Rhythmen von Airto Moreira unterlegt; dazu kamen Gesang und Perkussion von Moreiras Frau Flora Purim. Stanley Clarke war der Bassist der Gruppe, der auf der A-Seite des Albums elektrischen Bass spielt und auf der Rückseite Kontrabass; Joe Farrell spielte Flöte und Saxofon. Diese Besetzung von Return to Forever spielte mit Ausnahme von Joe Farrell auf dem Album Captain Marvel von Stan Getz, welches im selben Jahr veröffentlicht wurde.
Der erste Track, Return to Forever, kann in fünf Teile unterteilt werden. Es gibt drei kurze Teile, in denen Corea einfache, eindringliche Melodien spielt, die Flora Purim mit ihrer Stimme verdoppelt. Zwischen diesen drei Teilen gibt es zwei längere Teile, in denen die ganze Band spielt. Diese Hauptteile basieren beide auf ihren eigenen Riffs. Farrell spielt ein Flötesolo über den ersten Teil, und Corea spielt ein Solo über den zweiten. Die Rhythmen Moreiras geben der Komposition eine leichte Stimmung. Purim singt zusammen mit den Riffs und schreit fast ein wenig gegen Ende des Songs. Die gesamte Stimmung des Stücks ist geheimnisvoll. 
Das zweite Stück, Crystal Silence, wird von Corea und Farrell mit etwas leiser Perkussion im Hintergrund gespielt. Farrell spielt ein langes Saxofonsolo. 
Das dritte Stück, What Game Shall We Play Today? ist einer von Coreas Songs. Er hat eine liebevolle Melodie und wird von Flora Purim gesungen. Farrell spielt jetzt Flöte; Corea und Farrell spielen kurze Soli zwischen der zweiten und dritten Strophe.

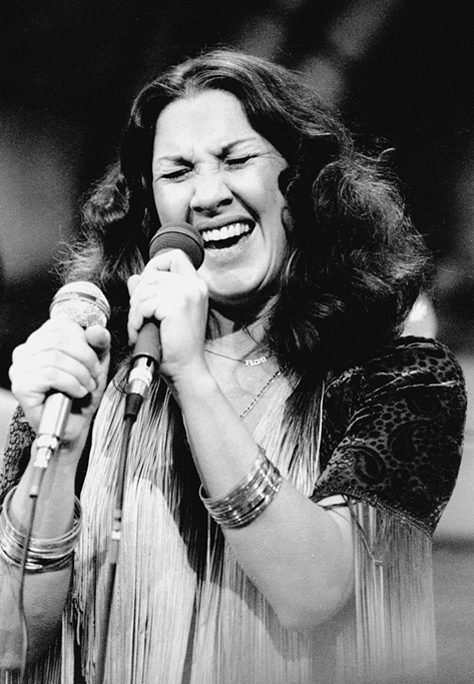
Flora Purim (1981)

Die B-Seite des Albums besteht aus nur einem Stück, das aus drei unterschiedlichen Teilen besteht. Vermutlich sind sie ohne Pause aufgenommen worden und darum nicht getrennt worden. Die ersten sieben Minuten des Stücks bestehen aus einer improvisierten Einleitung von Corea und Clarke. Nach dem ersten Abschnitt geht das Stück über in Sometime Ago. Es ist ein lateinamerikanisch angehauchtes Stück mit Gesang von Flora Purim und einem Flötensolo von Farrell. Danach wechselt Farrell zum Saxofon, und die Band spielt La-Fiesta, heute einer der Jazzstandards Coreas. Es  ist  ein instrumentales Stück, das auf Flamenco-Modi aufgebaut ist. Corea, Farrell und Clarke spielen Soli, während Purim Perkussion spielt.

## Albumstücke
1. Return to Forever – 12:06
2. Crystal Silence – 6:55
3. What Game Shall We Play Today? – 4:26
4. Sometime Ago/La Fiesta – 23:18

Alle Stücke wurden von Corea komponiert mit Ausnahme der einleitenden Improvisation zu Sometime Ago. Die Songtexte stammen von Neville Potter.

## Rezeption
Die Musikzeitschrift Jazzwise nahm das Album in die Liste The 100 Jazz Albums That Shook the World auf; Keith Shadwick schrieb: 

“By the time he made this date, Corea had worked his way through a heavy avant-garde phase and out onto the sunlit plains of his own latin-based musical imagination. It had always been there in his music, but now, marrying the élan and high spirits of Flora Purim and Airto with his own naturally ebullient and melodically uplifting inclinations, Corea suddenly not only stepped forward himself past the stentorian gloom and machismo of the other fusioneers of the day, but redefined exactly what latin jazz should be about. Intoxicating music played by masters makes this an era-defining milestone.”

„Zum Zeitpunkt, als er diese Aufnahme machte, hatte Corea seinen Weg durch eine schwer avantgardistische Phase hinaus auf die sonnenbeschienenen Ebenen seiner eigenen latin-basierten musikalischen Phantasie erarbeitet. Es war immer in seiner Musik gewesen, aber jetzt, den Elan und die gute Laune von Flora Purim und Airto mit seinen eigenen natürlich überschwänglichen und melodisch erhebenden Neigungen vermählend, trat Corea plötzlich nicht nur hinter dem überlauten Trübsinn und Machismo der anderen Fusionierer dieser Tage hervor, sondern er definierte neu, was genau Latin-Jazz sein sollte. Berauschende, von Meistern gespielte Musik, ein eine Ära-definierender Meilenstein.“